# Deutsche Badminton-Mannschaftsmeisterschaft 1962/63
Die Deutsche Badminton-Mannschaftsmeisterschaft 1962/63 bestand aus einer regionalen Ligenrunde, auf welche eine Zwischenrunde in vier Gruppen folgte. Die vier Sieger qualifizierten sich für das einrundige Halbfinale, auf welches das Finale am 26. Mai 1963 in Lübeck folgte. Meister wurde der VfB Lübeck, welcher im Endspiel den MTV München von 1879 mit 5:3 besiegte.

## Zwischenrunde

### Gruppe Nord
- 1. VfB Lübeck
- 2. BSC Rehberge 1945
- 3. Hamburger FC 55
- 4. PSV Bremen

### Gruppe Mitte
- 1. 1. Wiesbadener BC
- 2. SG Blau-Gold Braunschweig
- 3. VfL Bochum

### Gruppe Südwest
- 1. 1. DBC Bonn
- 2. TuS Wiebelskirchen
- 3. PSV Bad Kreuznach

### Gruppe Süd
- 1. MTV München von 1879
- 2. SSV Ulm 1846
- 3. Freiburger FC
- 4. PSV Ludwigshafen

## Halbfinale
MTV München von 1879 – 1. Wiesbadener BC 7:1

VfB Lübeck – 1. DBC Bonn 6:2

## Finale
VfB Lübeck – MTV München von 1879 5:3

## Endstand
- 1. VfB Lübeck
(Jürgen Jipp, Ulrich Adler, Uwe Schicktanz, Manfred Puck, Anneli Hennen, Bärbel Wichmann)
- 2. MTV München von 1879
(Franz Beinvogl, Günter Ledderhos, Siegfried Betz, Rupert Liebl, Ursula Verhoeven, Anke Witten)
- 3. 1. DBC Bonn
(Walter Huyskens, Günter Kirch, Klaus Walter, Helmuth Niederhoff, Gerda Schumacher, Ute Steinwald)
- 3. 1. Wiesbadener BC
(Klaus-Dieter Framke, Uwe Jacobsen, Manfred Fulle, Munzlinger, M. Geist, Edeltraud Geist, Lohmann)